# فرودگاه محلی لیبرال آمریکای میانه
فرودگاه محلی لیبرال آمریکای میانه (به انگلیسی: Liberal Mid-America Regional Airport) (به زبان بومی: Liberal AAF) یک فرودگاه همگانی بهره‌برداری هوایی با کد یاتا LBL است که یک باند فرود بتن دارد و طول باند آن ۱۷۴۴ متر است. این فرودگاه در کشور ایالات متحده آمریکا قرار دارد و در ارتفاع ۸۷۹ متری از سطح دریا واقع شده است.